# Foulques de Villaret
Foulques de Villaret (Occitaans: Fulco del Vilaret) (overleden: 1 september 1327) kwam oorspronkelijk uit Languedoc en was van 1305 tot aan 1319 de 25e grootmeester van de Orde van Sint-Jan van Jeruzalem. Hij volgde in 1305 zijn oom Guillaume de Villaret op.

## Grootmeester
Onder de leiding van Foulques de Villaret werd het eiland Rhodos veroverd op de Byzantijnen en later werden Bodrum en Kastelorizo daaraan toegevoegd. De Orde verhuisde na de verovering haar hoofdkwartier naar Rhodos.
Echter, ondanks de grote voordelen van de Orde van de onderdrukking van de Tempeliers (de bezittingen van de Tempeliers werden in 1312 aan de Orde toegekend), werd de Orde zwaar in de schulden gestoken door de territoriale expansies. Deze schulden werden tot 1330 niet uitbetaald. Villaret schijnt een vervelende en vermoeiende man te zijn geweest, onder hem vervreemdde de Orde ook van de buitenwereld. Hij werd zelfs door enkele orderidders gezien als een tiran en er waren zelfs mensen die van mening waren dat hij zijn positie had gekocht.
In 1317 pleegde de Orde een staatsgreep. Een groep ridders ging naar zijn huis op Rhodini om hem te vermoorden, maar zijn kamerheer hielp Villaret te ontsnappen. Ondertussen had de Orde Maurice de Pagnac gekozen tot haar nieuwe grootmeester, en ze had een brief geschreven aan paus Johannes XXII om haar acties te rechtvaardigen.

## Uit de Orde
De paus riep beide grootmeesters naar zijn hof in Avignon om het geschil te beslechten. Broeder Giraud de Pins administreerde voor de Orde in Avignon bij de paus. De paus herbenoemde Villaret, alleen maar zodat hij zijn ontslag officieel kon indienen. Hélion de Villeneuve werd inmiddels benoemd tot de nieuwe grootmeester, de oudere Plagnac was inmiddels al gestorven.
De paus benoemde Villaret tot prior van Capua, maar na problemen daar werd hij overgeplaatst naar de priorij van Rome in 1325. Maar ook daar ging het niet goed, en een jaar later mocht hij naar huis en kreeg hij alleen nog maar wat pensioengeld mee. Hij keerde terug in zijn vaderland en trok in bij zijn zus in Teyran, in de buurt van Montpellier. Hij overleed op 1 september 1327 en werd begraven in de Ordekerk van Montpellier.